# Volleybalvereniging Apollo 8 2019-2020
Questa voce raccoglie le informazioni riguardanti il Volleybalvereniging Apollo 8 nelle competizioni ufficiali della stagione 2019-2020.

## Organigramma societario
Area direttiva
- Presidente: Martin Reesink

Area tecnica
- Primo allenatore: Bart Oosting, Thijs Oosting

## Rosa
| N° | Nome                | Ruolo | Data di nascita  | Nazionalità sportiva |
| -- | ------------------- | ----- | ---------------- | -------------------- |
| 1  | Rinske Hofste       | S     | 24 aprile 1996   | Paesi Bassi          |
| 2  | Tess de Vries       | O     | 21 marzo 2001    | Paesi Bassi          |
| 3  | Kim Klein Lankhorst | P     | 5 luglio 2002    | Paesi Bassi          |
| 4  | Emma Bredewoud      | S     | 4 novembre 1998  | Paesi Bassi          |
| 5  | Juliët Huisman      | S     | 30 luglio 1999   | Paesi Bassi          |
| 6  | Annelies Dokter     | S     | 25 maggio 1995   | Paesi Bassi          |
| 7  | Rianne Vos          | S     | 12 agosto 2000   | Paesi Bassi          |
| 8  | Lieke Hilgenberg    | L     | 19 dicembre 1998 | Paesi Bassi          |
| 9  | Esther Huls         | O     | 8 luglio 1995    | Paesi Bassi          |
| 10 | Carlijn Koebrugge   | C     | 7 gennaio 1998   | Paesi Bassi          |
| 11 | Ilona ter Avest     | C     | 18 dicembre 1994 | Paesi Bassi          |
| 12 | Manon van 't Rood   | P     | 15 marzo 1991    | Paesi Bassi          |
| 13 | Eline Geerdink      | C     | 3 maggio 2000    | Paesi Bassi          |
| 14 | Florien Reesink     | L     | 9 giugno 1998    | Paesi Bassi          |

## Statistiche

### Statistiche di squadra
| Competizione          | Punti | In casa | In casa | In casa | In trasferta | In trasferta | In trasferta | Totale | Totale | Totale |
| Competizione          | Punti | G       | V       | P       | G            | V            | P            | G      | V      | P      |
| --------------------- | ----- | ------- | ------- | ------- | ------------ | ------------ | ------------ | ------ | ------ | ------ |
| Eredivisie            | 35    | 11      | 9       | 2       | 11           | 7            | 4            | 22     | 16     | 6      |
| Coppa dei Paesi Bassi | -     | 2       | 1       | 1       | 1            | 1            | 0            | 3      | 2      | 1      |
| Supercoppa olandese   | -     | -       | -       | -       | -            | -            | -            | 1      | 0      | 1      |
| Totale                | -     | 13      | 10      | 3       | 12           | 8            | 4            | 26     | 18     | 8      |